# Frullanoides
Frullanoides är ett släkte av bladmossor. Frullanoides ingår i familjen Lejeuneaceae.
Kladogram enligt Catalogue of Life:
| Frullanoides | \| \| Frullanoides densifolia \| \| \| \| \| \| Frullanoides liebmaniana \| \| \| \| \| \| Frullanoides tristis \| \| \| \| |
|              | \| \| Frullanoides densifolia \| \| \| \| \| \| Frullanoides liebmaniana \| \| \| \| \| \| Frullanoides tristis \| \| \| \| |
|              | Frullanoides densifolia |
|              | |
|              | Frullanoides liebmaniana |
|              | |
|              | Frullanoides tristis |
|              | |